# Sauveterre-de-Comminges
Sauveterre-de-Comminges (em occitano:  Sauvatèrra de Comenge) é uma comuna francesa na região administrativa da Occitânia, no departamento do Alto Garona. Estende-se por uma área de 30.52 km², com 658 habitantes, segundo o censo de 2018, com uma densidade de 22 hab/km².